# 1123 Shapleya
Shapleya (asteróide 1123) é um asteróide da cintura principal, a 1,8766803 UA. Possui uma excentricidade de 0,1566693 e um período orbital de 1 212,5 dias (3,32 anos).
Shapleya tem  uma inclinação de 6,41865º.
Esse asteróide foi descoberto em 21 de Setembro de 1928 por Grigory Neujmin.